# Libythea celtis
Libythea celtis es una especie de lepidóptero ropalócero de la familia Nymphalidae.

## Distribución
Se encuentra al norte de Argelia y Túnez, sur de Europa, Turquía, centro y noroeste de Asia hasta el Japón y isla de Taiwán.
En la península ibérica es muy esporádica y rara, aunque es más frecuente en los Pirineos. Ausente en las Baleares. Las poblaciones europeas y africanas viven entre los 400 y los 1500 m s. n. m.

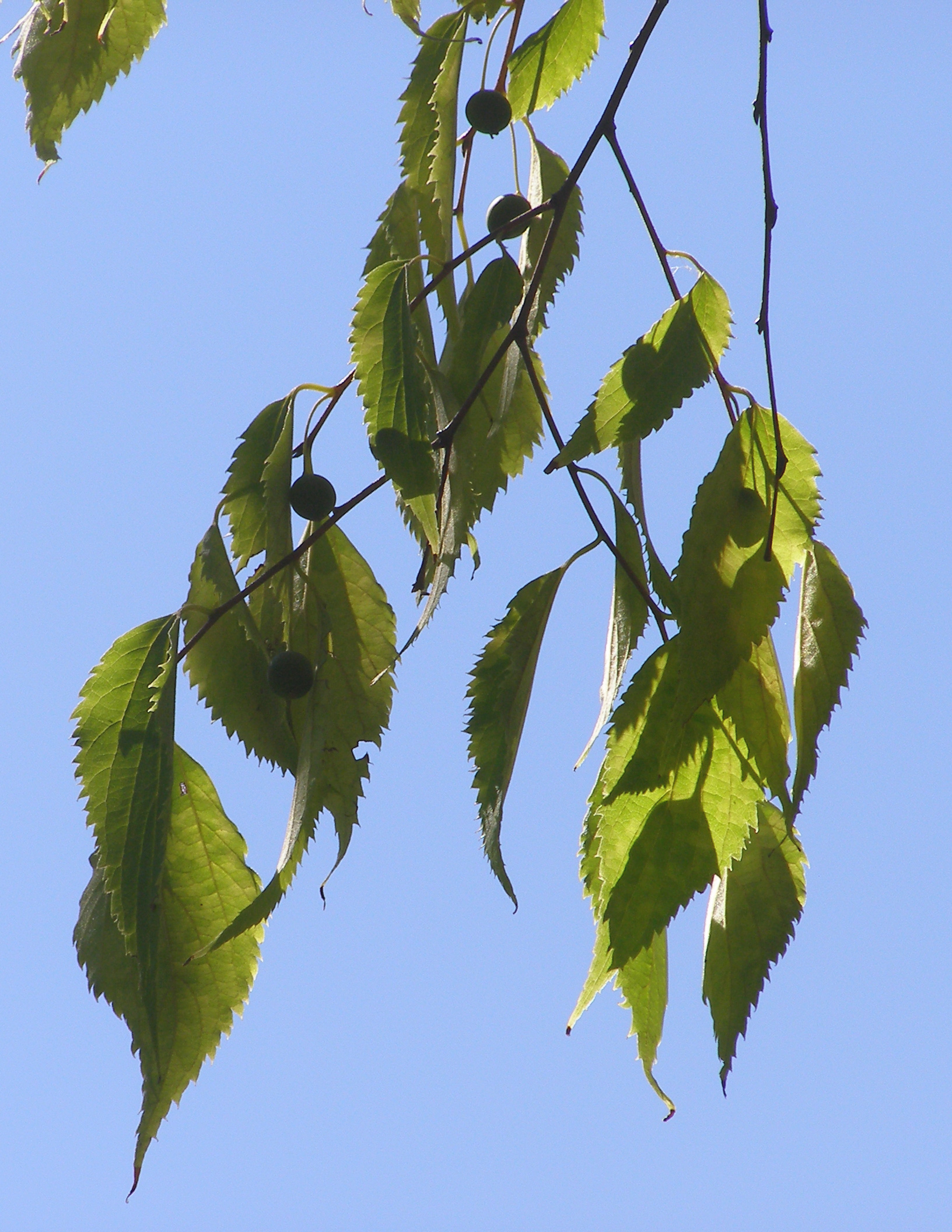
Almez (Celtis australis), principal planta nutricia de la oruga.

## Hábitat
Preferentemente áreas abiertas y arbustivas con árboles caducifolios dispersos y no muy grandes. La oruga se alimenta de almez (Celtis australis); en puntos del sudeste de Europa, donde esta planta es escasa, podría utilizar otras especies del género Celtis, hecho confirmado con Celtis caucasica al noroeste de Asia.

## Periodo de vuelo e hibernación
Hibernan como imago en los arbustos, cosa útil, puesto que en reposo se asemejan a una hoja seca, imitan incluso el pecíolo, gracias a sus palpos prominentes.
Los primeros individuos se observan entre marzo y abril, y su descendencia emerge entre junio y agosto. La especie es univoltina.

## Comportamiento
A mediados o finales de verano, algunos individuos se dispersan en áreas muy extensas para colonizar nuevas zonas (se ha llegado a observar ejemplares divagantes a unos 2300 m).[¿dónde?]
Los adultos suelen tomar el sol con las alas abiertas sobre los árboles; en cambio, cuando bajan a tierra no suelen abrir las alas. Los machos acabados de emerger a veces se concentran en bebederos como charcos.